# AKi
明希（あき、1981年2月3日 - ）は、日本のミュージシャン、ベーシスト。シドのベーシスト。ソロ活動における名義は「AKi」。血液型はB型、東京都生まれ、神奈川県平塚市出身。

## 略歴
2003年、マオと共にシドを結成。「御恵明希（みめぐみ あき）」としてシドの楽曲を作曲している。
2014年12月、デンジャー・クルーの放つ正体不明の“新人”として楽曲「FREAK SHOW」を発表。その後正体を明かし、ソロアーティスト「AKi」として、「FREAK SHOW」を含む11曲入り1stフルアルバム「ARISE」を発売、ソロデビューを果たす。ソロライブでは、ベースボーカルとしてベースを演奏しながら歌唱している。
2016年1月～4月、MUCCとのダブルヘッドラインツアー「MAVERICK DC presents DOUBLE HEADLINE TOUR 2016「M.A.D」」を開催。

## 人物
幼い頃ピアノを習っていた。
ベースで作曲することは少なく、ピアノ経験があったため、殆どは鍵盤で作曲することが多い。

## 使用機材
- ESPとエンドース契約をしているため、ライブ等では自身のシグネチャーモデル「ESP 凛～Lynn～ Sunburst」指弾き用「ESP S-AH～霞～」他、ESP製のベースを使用している。
- SID TOUR 2017 「NOMAD」の開催に合わせて「明希フェア」が開催され、ESPの系列店で本人が実際に使用した衣装と楽器が展示された。また2018年3月15日には『ESP 凛～Lynn～ SID 15th Anniversary Edition』を期間限定受注生産にて発売。
- レコーディングではサドウスキーの5弦を使用する時があるが、ライブでは弾きにくいため4弦でチューニングを下げるなどしている。また、エフェクターはdarkgrass erectのB7K ultraがメイン。アンプはdarkgrass microtubesで またPAでマイキングした音が客席へ出力されている。

## ディスコグラフィ

### シングル
- STORY（2016年11月16日）[5]
- Monolith（2019年7月2日）
- SCREAM（2019年12月2日、配信限定）
- Collapsing (2020年5月20日、配信限定)
- OVERRUN (2022年6月15日リリース、同日配信スタート)

### デジタルシングル
- Salvation（2024年1月9日）

### CDつきTシャツ
- HEADZ UP & T-SHIRT!【CD付きTシャツ】(AKi Tour 2016『HEADZ UP & DO IT!』の公式グッズ、01.HEADZ UP／02.Fx$k the WORLD!)

### アルバム
- Free to Fly (2024年6月5日）

#### ミニ・アルバム
- EPHEMERAL（2015年12月16日）
- Vermillion (2025年6月11日）

#### スタジオ・アルバム
- ARISE（2015年1月28日）
- Collapsed Land (2020年6月17日配信リリース、同7月7日CDリリース)

### 映像作品
- A Feeling Begins to Arise（2015年12月16日）
- MAVERICK DC presents DOUBLE HEADLINE TOUR 2016『M.A.D』（2016年11月23日）
- the MOMENT -HEADZ UP & DO IT! & Doom boombox Tour Live Documentary-（2017年7月26日）

### コラボレーション
- マッドレッド【CD付きパンフレット】(MUCC×AKi オリジナルコラボ曲『MARBLE』収録。MAVERICK DC presents DOUBLE HEADLINE TOUR 2016『M.A.D』の公式グッズ[6])

## 楽曲提供
順不同。
- 相川七瀬 Album 「NOW OR NEVER」収録曲「15パーセントの嘘」　作詞 相川七瀬 / 作曲 AKi / 編曲 AKi・Takayuki "TAPPA" Kato
- Fantôme Iris「銀の百合」　作詞：マオ（シド） / 作曲：御恵明希（シド） / 編曲：シド[7]
- LiSA「ASH」　作詞：マオ / 作曲：御恵明希 / 編曲：江口亮 / ストリングスアレンジ：江口亮・石塚徹
- 井口裕香 Album「clearly」収録曲「over and over」　作詞・作曲 御恵明希 / 編曲 渡辺拓也[8]
- luz Album「FAITH」収録曲「Void」　作詞 luz・御恵明希 / 作曲 御恵明希 / 編曲 御恵明希・加藤貴之[9]
- 葛葉 1st Mini Album「Sweet Bite」収録曲「甘噛み」作詞 マオ / 作曲・編曲 御恵明希
- Machico Album「10th Anniversary Album -Trajectory-」収録曲「Shall we…?」作詞 Machico / 作曲 御恵明希（シド） / 編曲 御恵明希（シド）
- Fantôme Iris 1st Album「miroir」収録曲「miroir」作詞 マオ（シド） / 作曲 御恵明希（シド） / 編曲 御恵明希（シド）・加藤貴之

## 書籍

### 写真集
- 泡沫（2021年）

## ライブ公演
- 2015年 - AKi 1st Solo LIVE "A Feeling Begins to Arise"
- 2016年 - MAVERICK DC presents DOUBLE HEADLINE TOUR 2016「M.A.D」
- 2016年 - AKi Tour 2016 『HEADZ UP & DO IT!』
- 2016年 - Taiwan 16th(2016)HO-HAI-YAN GONGLIAO ROCK FESTIVAL（2016新北市貢寮國際海洋音樂祭）
- 2016年 - V-NATION
- 2016年 - PARTY ZOO ～Ken Entwines Naughty stars～
- 2016年 -MIDNIGHT PARTY ZOO 2016〜Ken Birthday Special〜
- 2016年 - VAMPS主宰 HALLOWEEN PARTY 2016
- 2016年 - MAVERICK DC GROUP 35th Anniversary JACK IN THE BOX mini
- 2016年 - AKi Tour 2016『Doom boombox』
- 2016年 - MAVERICK DC GROUP 35th Anniversary JACK IN THE BOX 2016
- 2017年 - MIDNIGHT PARTY ZOO〜AKi‘s Birthday Month〜
- 2017年 - AKi TOUR 2017 “HOOKED ON THE BEAT”
- 2017年 - MIDNIGHT PARTY ZOO 2017〜Stars Born August〜
- 2017年 - PARTY ZOO 2017 DAY 1
- 2017年 - Thunder Snake ATSUGI 15th Anniversary AKi LIVE 2017
- 2018年 - AKi LIVE 2018「Birthday Bash!」
- 2018年 - ASH DA HERO 2MAN SHOW SERIES 2018「CONNECT X」
- 2018年 - J 2018 放火魔大暴年会
- 2019年 - AKi TOUR 2019「Monolith」
- 2019年 - MUCC BIRTHDAY CIRCUIT 2019 「40」～じゃっくいんざぼっくす -さとちのおたんじょうかい-～
- 2019年 - AKi LIVE 2019「SCREAM」 #01
- 2020年 - AKi 2020「Live Stream #01 -Defeat COVID-19-」＠Thunder Snake ATSUGI
- 2020年 - AKi 2020「Live Stream #02 -Collapsed Land-」@SHIBUYA CLUB QUATTRO
- 2020年 - AKi 2020「Live Stream #03 -Craze Freaks-」@GARDEN 三宿BRANCH (有村竜太朗 / ベッド・イン)
- 2020年 - AKi 2020「Live Stream #04 -Unplugged：Vol.Holy Night-」
- 2020年 - AKi 2020「Live Stream #05 -Rare Tracks-」
- 2021年 - AKi 2021「Live Stream #06 -Birthday Bash!-」
- 2021年 - AKi Tour 2021『reunite』 - Unplugged Live -
- 2021年 - AKi 2021「Live Stream #07『reunite』 - Unplugged Live FINAL -」(ツアーファイナルを生配信)
- 2021年 - AKi LIVE 2021『NEW ERA』
- 2021年 - AKi LIVE 2021『NEW ERA』 追加公演 New Year's Eve Special
- 2022年 - AKi Tour 2022 『OVERRUN』
- 2022年 - 逹瑯 「imagination from the other side」
- 2022年 - AKi PREMIUM UNPLUGGED LIVE 2022「AS ONE」
- 2022年 - 武瑠 15TH ANNIVERSARY STREET GOTHIC FES
- 2022年 - 葉山拓亮 〜Back Ground Museum〜
- 2022年 - VIVA LA KNZ -KENZO BIRTHDAY PARTY '22-
- 2022年 - AKi LIVE 2022 「Craze Freaks」 #02
- 2023年 - AKi Tour 2023 『Liberation』
- 2023年 - AKi 2MAN Tour 2023 「NO BORDER.」
- 2024年 - AKi LIVE 2024「Birthday Bash!」
- 2024年 - hide tribute 2024 Beauty Side Produced by Ryuichi Kawamura〜hide追悼 & 日本骨髄バンク、メイク・ア・ウィッシュ・オブ・ジャパンへのチャリティー及び、理解普及〜
- 2024年 - 越後市デジタルエンタメフェス「しきぶきぶんまつり」
- 2024年 - HIROTO LIVE2024 ep.1 『Starlight Festival』
- 2024年 - 葉山拓亮 Birthday Special Live 1974-2024
- 2024年 - AKi Tour 2024『Free to Fly』
- 2024年 - DEZERT Presents SUMMER PARTY ZOO 2024〜帰って来たM.A.D〜
- 2024年 - MIDNIGHT SUMMER PARTY ZOO 2024〜夏祭りの大打ち上げ!!〜
- 2024年 - 『Verde/ Hybrid Tour 2024 "Wanderlust/〟』 2MAN LIVE
- 2024年 - AKi × DEZERT 「BORDERLINE」
- 2024年 - HIROT 1st ONE MAN LIVE 『THE START UP CIRCLE GIG』 at Akabane ReNYalpha
- 2024年 - AKi LIVE 2024 New Year's Eve Special
- 2025年 - 「YOUSAY SONIC 2025」「YOUSAYPANIC」
- 2025年 - hide tribute 2025 Beauty Side 〜hide追悼 & 日本骨髄バンク、メイク・ア・ウィッシュ・オブ・ジャパンへのチャリティー及び、理解普及〜
- 2025年 - Verde/ × AKi 2MAN LIVE "TWIN RESONANCE"
- 2025年 - AKi Tour 2025 『Vermillion』